# Ferencvárosi Torna Club (pallanuoto)
Il Ferencváros Torna Club è una società polisportiva ungherese di Budapest.

## Storia
Tra i club pallanuotistici più decorati del paese, vanta anche diverse affermazioni a livello internazionale. A livello maschile si è laureato campione ungherese per ventisette volte e si è aggiudicato tre Champions League, nel 2019, nel 2024 e nel 2025.

## Rosa maschile 2025-2026

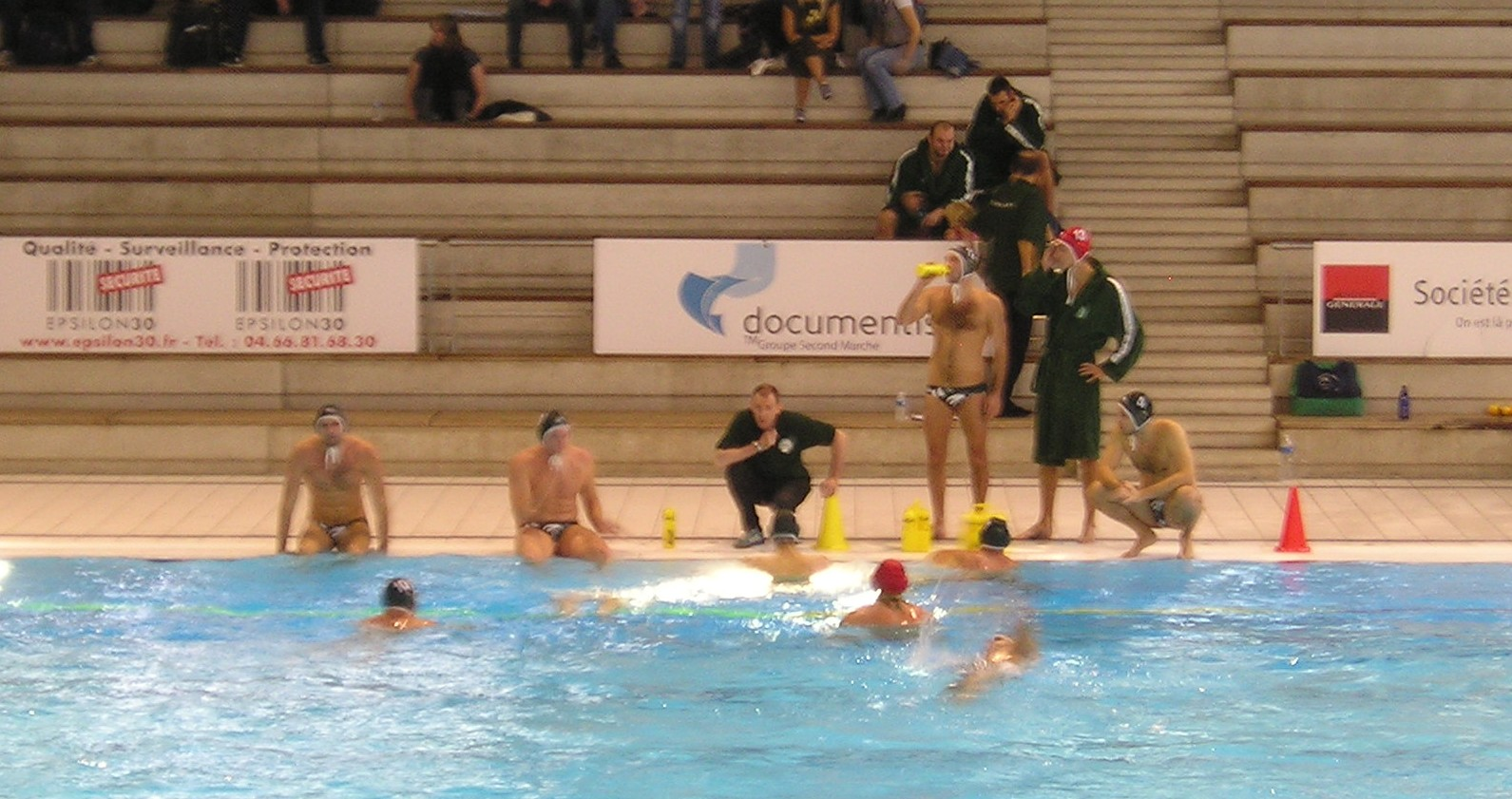
Pallanuotisti del Ferencváros

| N° |                     | Ruolo | Giocatore              |
| -- | ------------------- | ----- | ---------------------- |
|    | Ungheria (bandiera) | P     | Daniel Szakonyi        |
|    | Serbia (bandiera)   | A     | Dušan Mandić           |
|    | Ungheria (bandiera) | A     | Krisztián Manhercz     |
|    | Grecia (bandiera)   | D     | Stylianos Argyropoulos |
|    | Ungheria (bandiera) | D     | Márton Vámos           |
|    | Italia (bandiera)   | D     | Edoardo Di Somma       |
|    | Ungheria (bandiera) | U     | Gergo Fekete           |
|    | Ungheria (bandiera) | A     | Vendel Csaba Vigvari   |
|    | Ungheria (bandiera) | A     | Vince Varga            |

| N° |                     | Ruolo | Giocatore      |
| -- | ------------------- | ----- | -------------- |
|    | Ungheria (bandiera) | D     | Szilárd Jansik |
|    | Spagna (bandiera)   | CB    | Miguel De Toro |
|    | Ungheria (bandiera) | P     | Soma Vogel     |
|    | Ungheria (bandiera) | A     | Adam Nagy      |
|    | Ungheria (bandiera) | D     | Zoltán Pohl    |
|    | Ungheria (bandiera) |       | Akos Nagy      |
|    | Ungheria (bandiera) | CB    | Erik Molnar    |
|    | Ungheria (bandiera) |       | Vismeg Zsombor |

## Rosa femminile 2023-2024
| N° |                     | Ruolo | Giocatore         |
| -- | ------------------- | ----- | ----------------- |
|    | Ungheria (bandiera) | P     | Alexandra Kiss    |
|    | Ungheria (bandiera) | P     | Boglarka Neszmely |
|    | Ungheria (bandiera) |       | Vivien Bonca      |
|    | Ungheria (bandiera) |       | Zsusanna Mate     |
|    | Ungheria (bandiera) |       | Greta Gurisatti   |
|    | Ungheria (bandiera) |       | Panna Pocze       |
|    | Ungheria (bandiera) |       | Tamara Farkas     |
|    | Ungheria (bandiera) |       | Laura Nagy        |
|    | Ungheria (bandiera) |       | Sara Felkai       |

| N° |                     | Ruolo | Giocatore         |
| -- | ------------------- | ----- | ----------------- |
|    | Ungheria (bandiera) |       | Julia Sara Szabo  |
|    | Ungheria (bandiera) |       | Dora Leimeter     |
|    | Ungheria (bandiera) |       | Szonja Kuna       |
|    | Ungheria (bandiera) |       | Vanda Valyi       |
|    | Ungheria (bandiera) |       | Dóra Csabai       |
|    | Ungheria (bandiera) |       | Dalma Domsodi     |
|    | Ungheria (bandiera) |       | Zoya Awad         |
|    | Ungheria (bandiera) |       | Emma Gulyas-Oldal |
|    | Ungheria (bandiera) |       | Julia Orbacz-Nagy |

## Palmarès

### Settore maschile

#### Trofei nazionali
- Campionato ungherese: 27

1910, 1911, 1912, 1913, 1918, 1919, 1920, 1921, 1922, 1925, 1926, 1927, 1944, 1956, 1962, 1963, 1965, 1968, 1988, 1990, 2000, 2018, 2019, 2022, 2023, 2024, 2025
- Coppa d'Ungheria: 24

1923, 1924, 1926, 1949, 1957, 1962, 1964, 1965, 1967, 1969, 1973, 1976, 1977, 1978, 1989, 1990, 1997, 2018, 2019, 2020, 2021, 2022, 2023, 2024

#### Trofei internazionali
- LEN Champions League: 3

2018-19, 2023-24, 2024-25
- Coppa delle Coppe: 4

1975, 1978, 1980, 1998
- Coppe LEN: 2

2016-17, 2017-18
- Supercoppa LEN: 5

1978, 1980, 2018, 2019, 2024

### Settore femminile

#### Trofei nazionali
- Campionato ungherese: 1

2025
- Coppe d'Ungheria: 1

2023